# روبر مارگریت
روبر مارگریت (فرانسوی: Robert Margerit‎) زادهٔ ۲۵ ژانویه ۱۹۱۰ - درگذشته ۲۷ ژوئن ۱۹۸۸) یک رمان‌نویس، و روزنامه‌نگار اهل فرانسه بود.
وی همچنین برنده جوایزی همچون جایزه بزرگ رمان فرهنگستان فرانسه (۱۹۶۳) و جایزه رنودو (۱۹۵۱) شده است.